# Alfredo Notti
Alfredo Bruno Notti (Alessandria, 19 febbraio 1908 – Alessandria, 20 agosto 1972) è stato un calciatore e allenatore di calcio italiano.

## Biografia
Alessandrino di nascita, Notti fu calciatore ed in seguito allenatore. Noto come Notti II, per distinguerlo dal fratello, anch'egli calciatore, Aristide, venne soprannominato al Négher, a causa della sua carnagione scura.
Terminata la sua carriera calcistica tornò nella sua città natale dove morì nel 1972.

## Caratteristiche tecniche

### Giocatore
Notti era un centravanti abile nel gioco di manovra più che nella finalizzazione, e in tale veste si segnalava soprattutto come uomo-assist e per le doti di intelligenza tattica.

## Carriera

### Giocatore
Dopo le prime esperienze nelle serie inferiori con Pro Gorizia (durante il servizio militare) e Vogherese viene ingaggiato dal Genova nel 1929, con cui disputò due campionati di Serie A debuttando il 10 novembre 1929 contro la Cremonese.
Nel 1931 passò all'Alessandria e vestì da titolare la maglia del club piemontese per cinque stagioni; nel campionato 1933-34 mise a segno 16 gol (record personale) e nella stagione 1935-36 disputò la finale di Coppa Italia. Considerato in fase calante, fu ceduto al Modena nella stagione 1936-1937, condizionata da un grave infortunio; una volta ristabilito, nella stagione successiva contribuì con otto reti alla promozione in Serie A degli emiliani.
Durante il campionato 1939-1940 ricoprì il ruolo di allenatore-giocatore nelle ultime 16 giornate del torneo, subentrando all'esonerato Ging senza poter evitare la retrocessione. Mantenne il doppio incarico nelle due stagioni successive, ottenendo un'altra promozione in Serie A e subendo una nuova retrocessione nella stagione 1941-1942, nella quale disputò le sue ultime 2 partite nel campionato massimo. Passò poi al Prato, in Serie C, per una stagione da giocatore e, dopo la fine della guerra, di nuovo come allenatore-giocatore e alla Sambenedettese dove giocò fino all'età di 42 anni.
Vanta un totale di 183 presenze e 52 reti in Serie A.

### Allenatore
Dopo le esperienze come allenatore-giocatore, nel maggio 1950 arriva alla Lazio come tecnico delle giovanili e della squadra Riserve, divenendo anche assistente dell'allenatore Giuseppe Bigogno; dopo l'esonero di quest'ultimo, diventa allenatore dei romani per 9 giornate nel campionato di Serie A 1952-1953.
Nel 1954 subentra sulla panchina del Treviso, in Serie B, prima di far ritorno per un'altra stagione alla Sambenedettese, già allenata nelle scorse annate.
Nel campionato 1955-1956 allena il Pescara, mancando la promozione in Serie C dopo lo spareggio perso contro la Reggina. Per i problemi societari della società abruzzese si trasferisce all'Ascoli, dove allena a più riprese fino al 1965, con un intermezzo nella stagione 1958-1959, quando si alterna a Sergio Rampini sulla panchina del Piacenza.
In seguito allena la Casertana e poi torna sulla panchina del Pescara, dove subentra a campionato in corso venendo poi esonerato, e quindi allena la Valenzana, in Promozione piemontese, riavvicinandosi a casa.

## Palmarès

### Club

#### Competizioni nazionali
- Seconda Divisione: 1

Vogherese: 1928-1929
- Campionato italiano di Serie B: 1

Modena: 1937-1938

### Allenatore

#### Competizioni nazionali
- Campionato italiano Serie C: 1

Prato: 1945-1946
- IV Serie: 1

Pescara: 1955-1956